# Выборы в Конституционную ассамблею Южной Кореи (1948)
Выборы в Конституционную ассамблею были проведены в Южной Корее 10 мая 1948 года, это были первые выборы в стране после японской оккупации (1910—1945). Выборы проходили в условиях американской военной оккупации, под контролем ООН. Среди партий, участвовавших в выборах, наибольшее количество голосов набрала Национальная ассоциация (НАБДНК), которая получила 55 из 200 мест в Конституционной ассамблее, на втором месте была Демократическая партия Кореи, при этом было избрано 85 независимых депутатов. Явка избирателей составила 95,5 %.

## Политический контекст

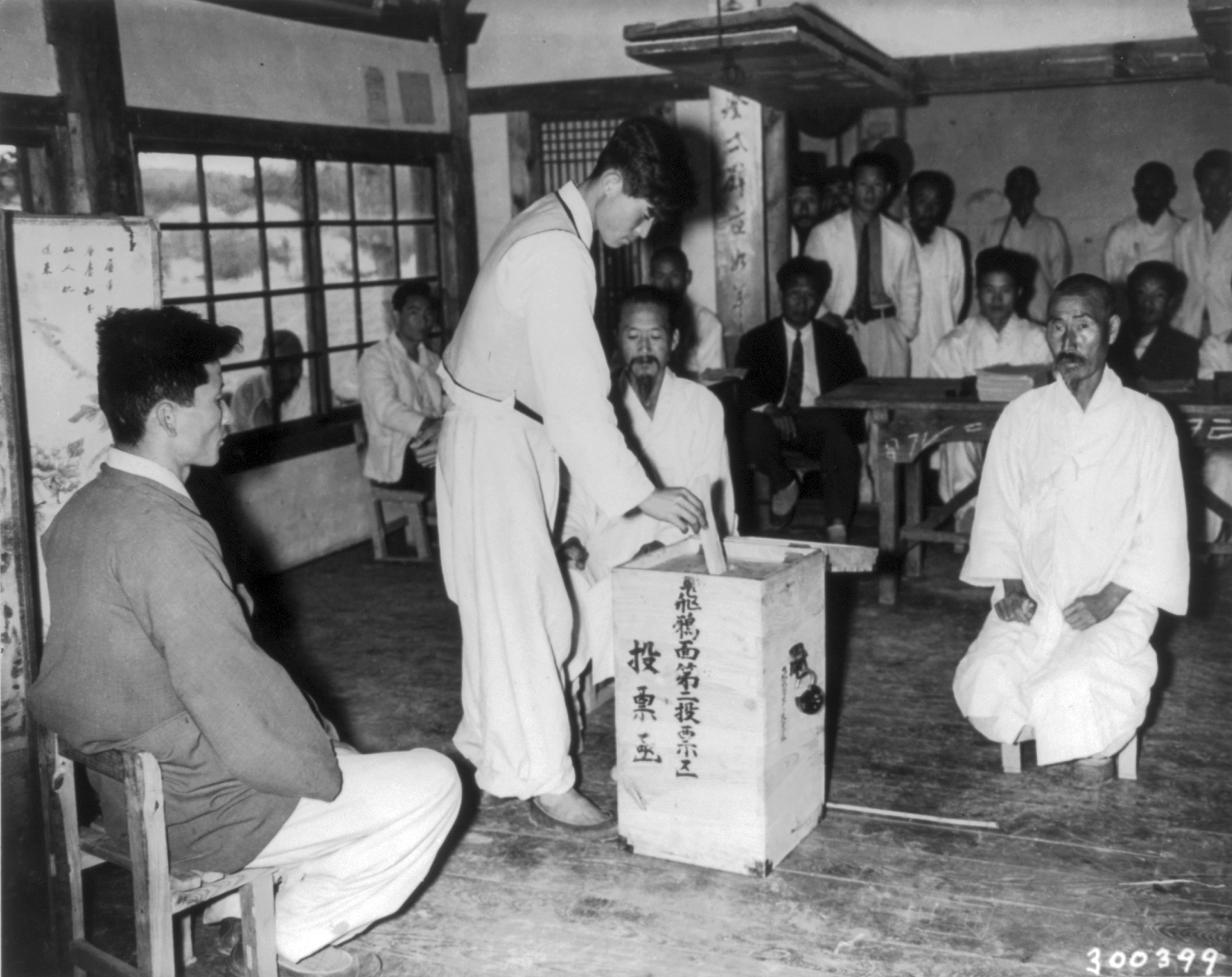
Голосование на выборах в Конституционную ассамблею

Выборы в Конституционную ассамблею были важной вехой в истории корейской государственности, поскольку до начала XX века года Корея была монархией, а после русско-японской войны была аннексирована Японией.
После освобождения Корейского полуострова в 1945 году согласно договорённости между СССР и США американская армия контролировала полуостров к югу от 38-й параллели, а СССР — к северу от неё. После этого, в соответствии с резолюцией Генеральной Ассамблеи ООН 1947 года была сформирована международная рабочая группа по подготовке проведения всеобщих демократических выборов на территории Корейского полуострова. Однако Советская оккупационная администрация не пустила эту группу на подконтрольную ей часть территории Корейского полуострова. Рабочая группа после этого сделала доклад в ООН, в результате чего была принята резолюция Генеральной Ассамблеи ООН в феврале 1948 года, предусматривающая проведение всеобщих выборов на той части Корейского полуострова, на которой это было возможно, с последующим проведением всеобщих выборов в той части Корейского полуострова, где это в настоящий момент невозможно (на данный момент вторая часть резолюции не выполнена, что и привело к созданию Корейской Народно-Демократической Республики (КНДР)). В соответствии с этой резолюцией на 10 мая 1948 года в американской зоне были назначены выборы в Конституционную ассамблею. Отношение к этим выборам в мировом сообществе было неоднозначным — в частности, представители в ООН от Австралии, Канады, Индии, Сирии выразили свои сомнения в правомерности этих выборов. Некоторые представители стран — членов ООН полагали, что проводить выборы на Корейском полуострове можно не ранее чем после четырёх лет независимости. Против выборов выступили и некоторые южнокорейские политики, в частности последний председатель Временного правительства Кореи Ким Гу и вице-председатель Временного правительства Ким Гюсик, которые полагали, что это лишает страну перспективы воссоединения с Северной Кореей.
Подготовка к выборам проходила в условиях нестабильности и террора в стране, жертвами которого в период с марта по май стало около 600 человек. В апреле 1948 года власти северной части страны, по-видимому, стремясь задержать выборы на Юге, организовали в Пхеньяне конференцию по содействию воссоединению двух Корей, в ней приняли участие Ким Гу и Ким Гюсик, но эта конференция не смогла воспрепятствовать проведению выборов 10 мая. На Юге часть населения бойкотировала выборы; оппозиция выступала c заявлениями, что выборы навязаны американской военной администрацией с целью привести к власти проамериканского политика Ли Сынмана. Массовые выступления против выборов были, в частности, в апреле 1948 года на острове Чеджу, где полиция разогнала демонстрацию, при этом были человеческие жертвы.
Выборы состоялись 10 мая, на них было избрано 200 членов Конституционной ассамблеи, которая 17 июля приняла конституцию Первой республики Южная Корея, а 20 июля избрала президента, где из 200 голосов 180 было отдано за кандидатуру Ли Сынмана.
15 августа 1948 года была провозглашена Первая республика Южной Кореи с Ли Сын Маном в качестве первого президента.

## Результаты голосования
| Партия                         | Число поданных голосов | %    | Число мест в Конституционной ассамблее |
| ------------------------------ | ---------------------- | ---- | -------------------------------------- |
| НАБДНК                         | 1 755 543              | 26,1 | 55                                     |
| Демократическая партия Кореи   | 916 322                | 13,5 | 29                                     |
| Молодёжная партия Тэдан        | 655 653                | 9,6  | 12                                     |
| Национальная молодёжная партия | 151 043                | 2,2  | 6                                      |
| Рабочая федерация Тэхан        | 106 629                | 1,6  | 1                                      |
| Федерация фермеров             | 52 512                 | 0,8  | 2                                      |
| Другие партии                  | 401 554                | 5,9  | 10                                     |
| Независимые                    | 2 745 483              | 40,3 | 85                                     |
| Недействительные бюллетени     | 270 707                | -    | -                                      |
| Всего                          | 7 847 649              | 100  | 200                                    |
| Источник: Nohlen et al.        |                        |      |                                        |